# Villeveyrac
Villeveyrac är en kommun i departementet Hérault i regionen Occitanien i södra Frankrike. Kommunen ligger i kantonen Mèze som tillhör arrondissementet Montpellier. År 2022 hade Villeveyrac 3 953 invånare.

## Befolkningsutveckling
Antalet invånare i kommunen Villeveyrac
Referens:INSEE